# André Chorda
André Chorda (* 20. Februar 1938 in Charleval, Département Bouches-du-Rhône; † 18. Juni 1998) war ein französischer Fußballspieler.

## In seinen Vereinen
Der linke Verteidiger unterschrieb 1957, als 19-Jähriger, seinen ersten Profivertrag bei OGC Nizza, für den er auch schon als Jugendlicher gespielt hatte. Dort entwickelte er sich zu einem kämpferischen Abwehrspieler, der sich gerne in die Offensive einschaltete, und zu einem Publikumsliebling. Bisweilen konnte er auch nickelig werden, wenn er befürchtete, ein technisch guter Gegner versuche ihn lächerlich zu machen.
Gleich in seiner ersten Saison in der Division 1 regelmäßig eingesetzt, wurde er mit Nizza Vizemeister; ein Jahr später, 1959, gewann die Elf den Meistertitel und qualifizierte sich so für den Europapokal der Landesmeister. In diesem Wettbewerb war André Chorda an einer der „historischen Stunden“ des französischen Vereinsfußballs beteiligt, in der der OGC im Viertelfinalhinspiel gegen den vierfachen Pokalsieger Real Madrid im Stade du Ray bereits nach 26 Minuten mit 0:2 zurücklag und das Spiel in der zweiten Halbzeit noch zu drehen vermochte. Trotz dieses 3:2-Erfolgs machte Real im Rückspiel mit 4:0 alles klar und gewann letztlich auch die fünfte Ausspielung des Europapokals. Wenige Wochen nach diesem sportlichen Höhepunkt wurde der Verteidiger auch erstmals in die A-Nationalelf berufen.
1962 wechselte Chorda zu Girondins Bordeaux; diese mit vielen Talenten – darunter mit Héctor De Bourgoing ein Stürmer, der Ende der 1950er auch schon sein Mannschaftskamerad in Nizza gewesen war – bestückte Mannschaft spielte eine wichtige Rolle in Liga und Pokal, aber seine Titelsammlung konnte der Spieler in den folgenden sieben Jahren nicht vergrößern. Die Girondins wurden dreimal Vizemeister (1965, 1966, 1969) und standen 1964, 1968 und 1969 auch dreimal im Pokalendspiel – aber jedes Mal verließ André Chorda das Spielfeld als Verlierer (0:2 gegen Olympique Lyon, 1:2 gegen AS Saint-Étienne und 0:2 gegen Olympique Marseille). Im Finale 1968 gegen die ASSE gingen die Girondins schnell mit 1:0 in Führung, mussten durch Mekhloufi noch vor der Pause den Ausgleich hinnehmen, dominierten ihren Gegner aber in der Folge, ohne ihre Torchancen zu nutzen – doch in der 77. Minute foulte Chorda Hervé Revelli im Strafraum, und Mekhloufi verwandelte den anschließenden Strafstoß. „Ich hatte Revelli den Ball schon abgejagt, als er ins Straucheln geriet!“, ereiferte sich der Abwehrspieler noch Jahre später.
1969 kehrte André Chorda zu OGC Nizza zurück, der gerade in die Division 2 abgestiegen war. Ein Jahr darauf kehrte der Club als Zweitligameister ins fußballerische Oberhaus zurück, und am Ende der Spielzeit 1972/73 wurde Chorda zum fünften Mal in seiner Karriere Vizemeister. 1973/74 kamen noch einmal sechs Spiele auf europäischer Bühne hinzu: nachdem Nizza den FC Barcelona und Fenerbahçe Istanbul aus dem Wettbewerb geworfen hatte, setzte sich der 1. FC Köln im Achtelfinale allerdings gegen die Aiglons durch. 1974 beendete der inzwischen 36-jährige Spieler seine Profilaufbahn.

### Stationen
- Olympique Gymnaste Club Nice (1957–1962)
- Girondins de Bordeaux (1962–1969)
- Olympique Gymnaste Club Nice (1969–1974, davon 1969/70 in D2)

## In der Nationalmannschaft
Zwischen März 1960 (gegen Chile) und November 1966 bestritt André Chorda 24 Länderspiele für die Équipe tricolore; ein Treffer gelang ihm in diesem Kreis nicht. Ab Ende 1962 war er Stammspieler der Bleus. Er stand im französischen Aufgebot für die Europameisterschaftsendrunde 1960, wo er im Spiel um Platz 3 (0:2 gegen die ČSSR) eingesetzt wurde. Auch bei der Weltmeisterschaft 1966 gehörte er zum Kader der Franzosen, wurde von Trainer Henri Guérin in England aber überraschenderweise nicht eingesetzt, obwohl er bei den restlichen sieben Länderspielen des Jahres, auch unter Guérins Nachfolgern Snella und Arribas, immer in der Anfangsformation stand.

## Leben nach dem Fußball
Chorda arbeitete nach seinem Karriereende als Repräsentant für den Sportartikelhersteller Le Coq Sportif. Er ist 1998 gestorben.

## Palmarès
- Französischer Meister: 1959 (sowie Vizemeister 1958, 1965, 1966, 1969 und 1973)
- Französischer Pokalsieger: Fehlanzeige (aber Finalist 1964, 1968 und 1969)
- Europapokal: 18 Einsätze, 1 Treffer, davon 11/0 mit Nizza und 7/1 mit Bordeaux
- 24 A-Länderspiele, kein Tor, davon 2 in seiner Zeit bei Nizza und 22 bei Bordeaux
- 484 Spiele und 18 Tore in der Division 1, davon 264/5 für Nizza und 220/13 für Bordeaux[5]